# 傣族佛教
傣族佛教是南传上座部佛教和傣族当地文化相融合的佛教，傣族称其为“沙煞纳帕召戈达麻”，分佈在東南亞和中國雲南境內的傣族聚居區，和泰國佛教有著密不可分的關係。
傣族佛教依戒律、僧阶划分等的不同可分为属润、摆庄、多列和左抵等派，其中，属润派又分“摆坝”与“摆孙”两支，主要处在西双版纳地区；其余各派分布于德宏与临沧一带。傣族的僧侣统一被称作“都帕桑卡”。都帕桑卡须守“十戒”，其诵经、议事的场所被称为“布苏”（戒堂）。